# وایت نایت
وایت نایت (انگلیسی: Wyatt Knight؛ ۲۰ ژانویهٔ ۱۹۵۵ – ۲۵ اکتبر ۲۰۱۱) یک هنرپیشه اهل ایالات متحده آمریکا بود. وی بین سال‌های ۱۹۷۹ تا ۲۰۱۰ میلادی فعالیت می‌کرد.